# Mike Kildevæld
Mike Kildevæld (ur. 7 sierpnia 1966 w Sæby) – duński snowboardzista. Zajął 15. miejsce w gigancie na igrzyskach w Nagano. Jego najlepszym wynikiem na mistrzostwach świata jest 7. miejsce w gigancie wywalczone na mistrzostwach w San Candido. Najlepsze wyniki w Pucharze Świata osiągnął w sezonie 1994/1995, kiedy to zajął 6. miejsce w klasyfikacji slalomu, a w klasyfikacji giganta był ósmy.
W 2005 r. zakończył karierę.

## Sukcesy

### Igrzyska olimpijskie
| Miejsce | Dzień    | Rok  | Miejscowość | Konkurencja | Zwycięzca       |
| ------- | -------- | ---- | ----------- | ----------- | --------------- |
| 15.     | 8 lutego | 1998 | Nagano      | Gigant      | Ross Rebagliati |

### Mistrzostwa Świata
| Miejsce | Dzień       | Rok  | Miejscowość          | Konkurencja       | Zwycięzca          |
| ------- | ----------- | ---- | -------------------- | ----------------- | ------------------ |
| 39.     | 27 stycznia | 1996 | Lienz                | Gigant            | Jeff Greenwood     |
| 20.     | 28 stycznia | 1996 | Lienz                | Slalom równoległy | Ivo Rudiferia      |
| 7.      | 22 stycznia | 1997 | San Candido          | Gigant            | Thomas Prugger     |
| 25.     | 23 stycznia | 1997 | San Candido          | Slalom            | Bernd Kroschewski  |
| 17.     | 25 stycznia | 1997 | San Candido          | Slalom równoległy | Mike Jacoby        |
| 32.     | 26 stycznia | 1997 | San Candido          | Snowboardcross    | Helmut Pramstaller |
| 89.     | 22 stycznia | 2001 | Madonna di Campiglio | Gigant            | Jasey-Jay Anderson |
| 31.     | 24 stycznia | 2001 | Madonna di Campiglio | Gigant równoległy | Nicolas Huet       |
| 28.     | 26 stycznia | 2001 | Madonna di Campiglio | Slalom równoległy | Gilles Jaquet      |

### Puchar Świata

#### Miejsca w klasyfikacji generalnej
- 1994/1995 - -
- 1995/1996 - 16
- 1996/1997 - 53
- 1997/1998 - 23
- 1999/2000 - 71
- 2000/2001 - 109
- 2001/2002 - -

#### Miejsca na podium
1. Alts – 2 lutego 1995 (Gigant) - 2. miejsce
2. Mount Bachelor – 8 lutego 1995 (Slalom) - 1. miejsce
3. Mount Bachelor – 9 lutego 1995 (Slalom) - 1. miejsce
4. Kanbayashi – 10 lutego 1996 (Gigant) - 2. miejsce
5. Sestriere – 5 grudnia 1997 (Slalom równoległy) - 1. miejsce